# Paul Bourget
Charles Joseph Paul Bourget, född 2 september 1852 i Amiens, död 25 december 1935 i Paris var en fransk författare och kritiker.
Bourget fullbordade med utmärkelse sina humanistiska studier i Paris. Sin vittra produktion började han som diktare på vers, med samlingarna Au bord de la mer (1872) och den mer betydande La vie inquiéte (1874), i vars veka, formfulländade strofer man redan kunde skönja hans böjelse för inträngande själsmålning och hans svårmodiga grundstämning. I bunden form författade han vidare den gripande dikten Edel (1878) och samlingen Les aveux (1882), som påverkats av såväl Baudelaire som Shelley och Keats. (Bourgets samlade dikter utgavs i två band 1885-1887.) Därmed lämnade han versformen för att i stället ägna sig åt den kritiska essän och romanen. Han skrev, huvudsakligen i La nouvelle revue, ypperliga studier i känslometafysik och litterär kritik över de av seklets skriftställare som han funnit mest påverka den samtida generationens tanke- och känsloliv (Baudelaire, Renan, Taine, Flaubert, Beyle (Stendhal), Alexandre Dumas den yngre, bröderna Goncourt, Leconte de Lisle, George Sand, Amiel, Shelley, Turgenjev med flera). Dessa uppsatser samlades efter hand i bokform: Essais de psychologie contemporaine (1883), Nouveaux essais (1885) och Etudes et portraits (2 band, 1888). Genom analysens skärpa i förening med själfullhet hör dessa studier till de förnämare på sitt område. Likaså är i Bourgets Sensations d'Italie (1891) intrycken av Italiens natur, konstverk och minnesrika orter mottagna och återgivna med ovanlig finhet. 
Romanens väg beträdde han med L'irréparable (1884; Offrad), och en lång följd av dylika arbeten har ställt honom i främsta ledet bland samtidens franske författare. De mera betydande av hans romaner är Cruelle énigme (1885; En grym gåta), Un crime d'amour (1886), André Cornélis (1887), Mensonges (1887), Le disciple (1889), Une coeur de femme (1890), La terre promise (1892; Det förlofvade landet), Cosmopolis (1892), Une idylle tragique (1896; En tragisk idyll), Le fantóme (1901), Monique (1902) och den uppseendeväckande reaktionära tendensromanen L'étape (1892). En av hans senare romaner är idéromanen Le sens de la mort (1915). Som novellförfattare, har han i Pastels (1889) lämnat tio fina kvinnoporträtt och i Nouveaux pastels (1891) tio manliga; även Drames de famille (1900) är med styrka skrivna smärre berättelser. Av intresse för Bourgets teorier är hans arbete Physiologie de l'amour moderne(1890). I Outre-mer (1895) skrev han ner sina intryck av USA under åtta månaders vistelse där.
I sitt författarskap satte Bourget sig till mål att med grundlighetens allvar studera och skildra kulturmänniskan. Han likasom inympade på sig själv den unga generationens andliga sjukdomar, han ville bli sin samtids "själskirurg" och har alltmera framträtt som dess moralist. Det är ett dekadensskedes överförfinade, av njutningar livströtta och osunt reflexionslystna människor han behandlar. Bourgets till idealitet längtande konst gav en signal till reaktion mot naturalismen, men själv lånade han naturalismens metod. Även fysiologiska problem går han på livet lika djärvt som Zola, men Bourget var mer förbehållsam och koncentrerad i sin framställning, och hans stil har ett genomkultiverat, ofta lyriskt behag, som avspeglar hans natur. Han har särskilt vunnit anseende som skarp psykolog, vilken riktat uppmärksamheten på människokaraktärernas dolda rottrådar och han var mästare i att tyda invecklade själsrörelser. Sina ämnen tog han mest från den högre societeten under tredje republiken. Länge höll han sig gärna till finansfurstarnas värld; deras kvinnors förvillelser och intimaste känslor skildrade han med delikat pensel, och hans överseende, milt skeptiska sofistik gjorde hans böcker ofantligt omtyckta hos den förnäma kvinnovärlden i dåtidens Frankrike. I sitt moraliserande gav han väsentligen den förvända uppfostran skulden till ett förvekligat släktes brist på vilja, tro och sedlig motståndskraft. För egen del nådde han fram till en "omvändelse", så att han i L'étape försvarar katolicismen och de aristokratiska traditionerna som grundvalar för samhället. Bourget invaldes 1894 i franska akademien. Hans Œuvres complétes gavs ut 1899-1911.

## Svenska översättningar

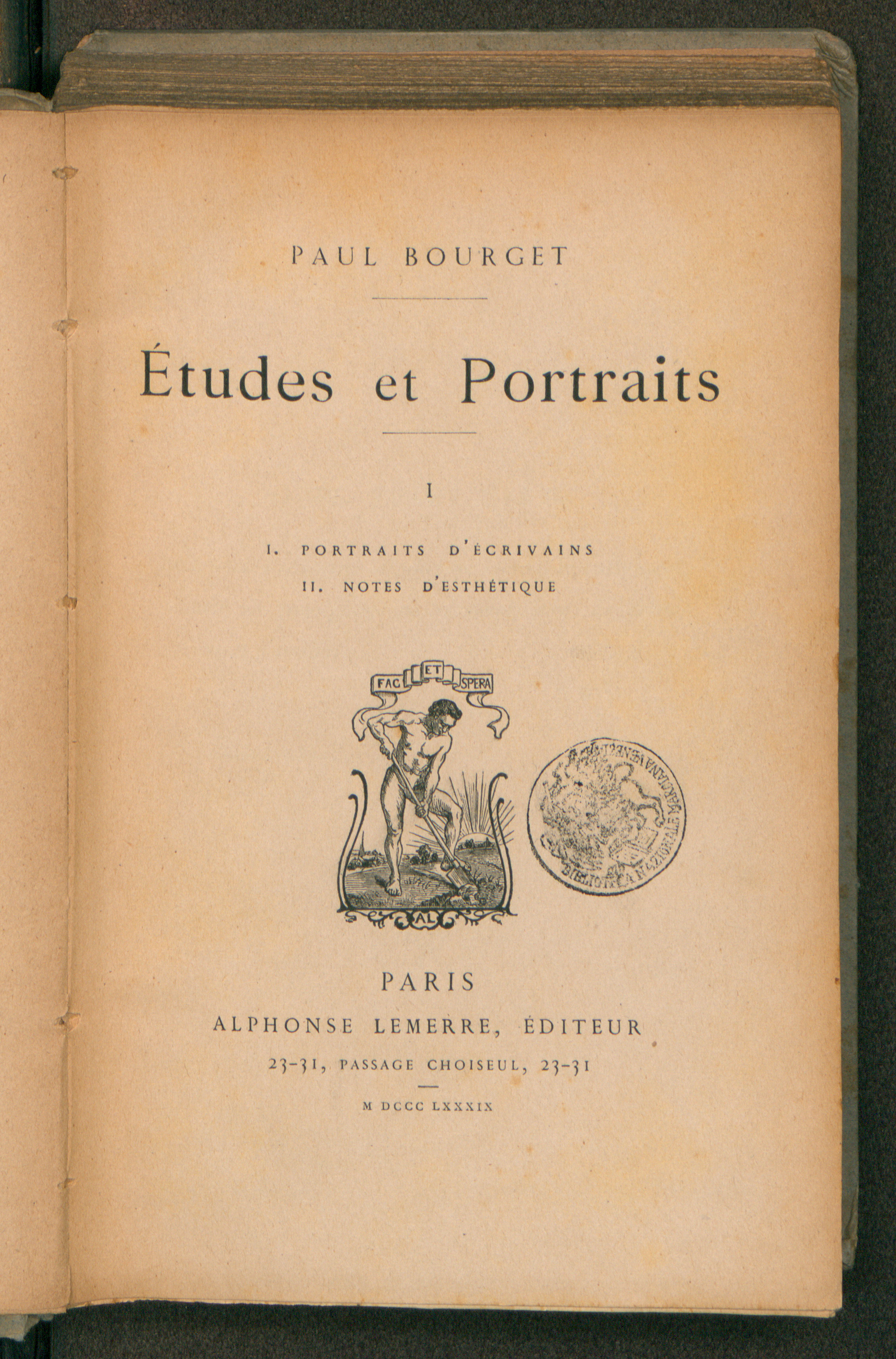
Études et portraits, 1889

- Offrad: hennes andra kärlek (L'irréparable)( översättning Elna Ros (dvs. Elna Tenow), Beijer, 1886)
- André Cornélis (André Cornélis) (översättning Elna Tenow, Beijer, 1887)
- En grym gåta (Cruelle énigme) (översättning Elna Tenow, Beijer, 1887)
- Det förlofvade landet (La terre promise) (anonym översättning?, Adolf Bonnier, 1893)
- Cosmopolis (Comopolis) (översättning D. K., Looström, 1893)
- En tragisk idyll: kosmopolitisk sedeskildring (Une idylle tragique) (översättning Ernst Lundquist, Bonnier, 1896)
- Monique (Monique) (översättning Erik Staaff, Ljus, 1903)
- Ett upplöst äktenskap (översättning K. Hagman, Hierta, 1904)
- Två systrar och andra berättelser (anonym översättning?, Hierta, 1906)
- Berättelser (översättning Erik Staaff, Ljus, 1908)
- Lilla syster (Un scrupule) (anonym översättning?, 1908)
- Emigranten (L'émigré) (översättning Ingeborg Schönmeyr, Hierta, 1908)
- Ett kvinnohjärta (översättning Göte Bjurman, Holmquist, 1911)
- Ett felsteg (översättning A. Berg, Holmquist, 1912)
- Hans första älskarinna (översättning Ernst Grafström, Holmquist, 1912)
- Lek med kvinnohjärtan (översättning Oscar Nachman, Holmquist, 1913)
- Då kvinnor hata (översättning A. Berg, Holmquist, 1917)
- Dödens mening (Le sens de la mort) (översättning Elsa Svensson, genomsedd av Louise Åkenman, Sveriges kristliga studentrörelse, 1917)
- Lazarine (översättning Ella Svanberg, Holmquist, 1918)
- Nemesis (översättning Ella Svanberg, Holmquist, 1919)
- Den siste av sin ätt (översättning G. Wåhlstedt, Dahlberg, 1919)
- Laurence Albani (Laurence Albani) (översättning Maja von Engeström, Sveriges kristliga studentrörelse, 1922)
- De fyras roman (tillsammans med Pierre Benoit, Henri Duvernois och Gérard d'Houville) (översättning Arvid Wachtmeister, Skoglund, 1924)
- Lärjungen (Le disciple) (översättning Arvid Wachtmeister, Skoglund, 1925)